# Planeta.ru
Planeta.ru — крупнейшая российская краудфандинговая экосистема, объединяющая отраслевые продукты и сервисы по привлечению коллективного финансирования на создание творческих, научных, социальных, предпринимательских и иных проектов.
В экосистему Planeta.ru входят краудфандинговая платформа Planeta.ru, интернет-магазин Atmosfera и контент-платформа Orbita. Для авторов крауд-проектов внутри экосистемы Planeta.ru доступны четыре сервиса: Школа краудфандинга для авторов, производство вознаграждений для крауд-кампаний, книжное издательство и служба логистики «Планета доставка».
По утверждению основателей, к июню 2024 года через платформу Planeta.ru привлечено более 2 млрд рублей и успешно завершены более 8,5 тысяч краудфандинговых кампаний.

## История
Платформа Planeta.ru была создана 7 июня 2012 года тремя друзьями — бас-гитаристом группы «Би-2» Максом Лакмусом, Фёдором Мурачковским и Василием Андрющенко — как сервис для предварительного заказа альбомов музыкальных групп. Однако в процессе запуска и развития сервис полностью перешёл на принцип краудфандинга.
Дата основания платформы Planeta.ru считается Днём краудфандинга в России.
В 2013 году платформа запустила первый в России магазин крауд-товаров. А в 2015 году — образовательное направление «Школа краудфандинга» для обучения всех желающих подготовке к запуску и ведению крауд-кампании.
Обладатель Премии Рунета 2014 года в номинации «Экономика, бизнес и инвестиции».
В марте 2019 года авторами Planeta.ru был собран первый миллиард рублей с помощью краудфандинга.
В июне 2023 года авторы Planeta.ru поставили новый рекорд сборов на платформе — 2 миллиарда рублей.
В июле 2024 года экосистема Planeta.ru провела ребрендинг одноимённого магазина и запустила Atmosfera — интернет-магазин уникальных товаров и артефактов, созданных в рамках экосистемы Planeta.ru
В июле 2024 года Planeta.ru позиционируется как экосистема, включающая в себя краудфандинговые технологии, отраслевые продукты и сервисы, которые позволяют реализовать свою идею или поучаствовать в реализации идеи в разных форматах: на краудфандинговой платформе, в интернет-магазине и на контент-платформе. Помимо трех порталов у компании есть образовательное направление «Школа краудфандинга», производство вознаграждений для крауд-авторов, книжное издательство и служба логистики «Планета доставка».

## Система сервисов
В экосистему Planeta.ru входят 4 сервиса для авторов краудфандинговых проектов.

### Школа краудфандинга
Для обучения подготовке к запуску и ведению крауд-кампании эксперты Planeta.ru начали в 2015 году проводить бесплатные очные и онлайн-занятия по краудфандингу. В октябре 2017 года был запущен образовательный курс «Краудфандинг за 60 минут» с короткими роликами об этапах создания проекта и индивидуальными консультациями. Также запущена бесплатная образовательная платформа с видеолекторием Краудпродюсер.рф и первый в России учебник по запуску и продвижению краудфандинговых проектов «Практическое пособие по краудфандингу».
В 2024 году Planeta.ru регулярно проводит образовательные мероприятия и «Школы краудфандинга» совместно с крупными партнерами, например, с Фондом поддержки социальных проектов или Центром гражданских и социальных инициатив Югры.
«Школы краудфандинга» прошли для жителей Сибири, Урала, Калининграда, Смоленска, Приволжского федерального округа и Югры.

### Издательство
В 2023 году у Planeta.ru появилось свое издательство, а в 2024 году оно стало внутренней структурой, войдя в экосистему Планеты. Издательство взяло на себя полный цикл книжного производства и решение большинства вопросов, связанных с книгоизданием. Это включает в себя все этапы: от редактирования и дизайна до печати и распространения. Такой подход значительно упрощает процесс книгоиздания для крауд-авторов, предоставляя им возможность сосредоточиться на творческой части работы, в то время как все организационные и технические аспекты берет на себя издательство Planeta.ru.
Среди изданных книг издательства Planeta.ru: «Аня в мире с животными» Евгении Сычевой, «Здравствуй, однако… Воспоминание о Владимире Высоцком» Вениамина Смехова, Комикс «Эпоха открытий» Наташи Соло и другие.

### Производство вознаграждений
Авторы крауд-проектов на Planeta.ru имеют возможность сделать заказ на производство вознаграждений внутри экосистемы. В рамках Planeta.Production можно произвести винил и CD, текстиль, полиграфию и различный мерч. С 2022 года по настоящее время (июль 2024 года) только для музыкантов на Planeta.ru было произведено более 27 000 виниловых пластинок и более 17 000 компакт-дисков. Среди артистов: Ауткаст, Крематорий, Воскресение, Петр Налич и другие.

### Служба логистики «Планета доставка»
Авторы успешных крауд-проектов также могут обратиться в Службу логистики «Планета доставка» для рассылки лотов участникам проектов. За время работы службы логистики «Планеты» было отправлено почти 12 000 вознаграждений по всей стране.

## Проекты

### Планета поддерживает
В 2020 году на Planeta.ru запустили программу для поддержки авторов крауд-проектов в достижении их целей и реализации идей. В рамках «Планета поддерживает» авторам активных крауд-кампаний оказывается финансовая и информационная поддержка со стороны платформы, например, платформа может выкупить часть тиража в крауд-проекте.
При выборе кампаний для программы «Планета поддерживает» менеджеры платформы ориентируются на яркость идеи, эксклюзивные вознаграждения, темпы сбора и опыт взаимодействия автора с площадкой.

### Время движения
6 апреля 2024 года, в Международный день спорта, краудфандинговая платформа Planeta.ru запустила проект "Год спорта на Planeta.ru: «Время движения», в рамках которого объявлен большой благотворительный сбор в пользу фондов и НКО, реализующих спортивные программы. Все собранные в рамках проекта средства пойдут на нужды 5 организаций: БФ «Точка опоры», АНО «ЦАФРДОВ», БФ «Жизнь в Движении», БФ «Шаг в жизнь» и АНО «Второе дыхание». Благотворительный сбор продлится с 6 апреля по 3 декабря 2024 года.

### Краудфест
3-4 августа 2024 года в рамках фестиваля Пикник «Афиши» Planeta.ru провела первый Краудфест, представив себя как полноценную экосистему и запустив новый брендинг.
В шатре Planeta.ru 3 и 4 августа прошли дискуссии с ведущими экспертами краудфандинга: социальной предпринимательницей Гузель Санжаповой, основателем «Виртуального музея наличников» Иваном Хафизовым, российским певцом и композитором Петром Наличем и другими звездными гостями.
На главной сцене Planeta.ru выступили петербуржцы «Аффинаж», рэпер из Лос-Анджелеса Azizi Gibson, Коста Лакоста, «Ундервуд» и другие. Участники могли посетить арт-объекты на всей территории площадки, фотозону, брендовую зону в формате лабиринта с подарками и поучаствовать в розыгрыше мерча.
Ведущими в шатре Planeta.ru стали Георгий Черданцев, российский спортивный комментатор, телеведущий, а также Чак и Дмитрий Шуманский, ведущие радио MAXIMUM.

## Специальные направления

### Благотворительность
Благотворительное направление запущено на Planeta.ru с 2012 года. Первым из благотворительных фондов, запустивших свою крауд-кампанию на платформе, стал Фонд «Вера».
Став первопроходцем краудфандинга, фонд «Вера» помог разработать правила и условия работы крауд-платформы с НКО. Для благотворительных проектов на «Планете» есть льготы: сниженная комиссия (5,9 %), возможность получить любую собранную сумму и продлить срок проекта.

### Спорт
Для поддержки проектов в области здоровья и спорта в 2024 году на Planeta.ru запустили "Год спорта на Planeta.ru: «Время движения». В течение всего года на платформе действуют специальные условия для спортивных проектов, включая сниженные комиссии и особые условия на услуги Planeta.ru в области логистики, производства и печати. Отдельное внимание в рамках направления уделено работе с НКО и БФ, а также продвижению инклюзивного и паралимпийского спорта.